# Răzbunătorii din Tokio
Răzbunătorii din Tokio (東京卍リベンジャーズ Tōkyō Ribenjāzu?) este un serial anime bazat pe seria manga Justițiarii din Tokio scrisă și ilustrată de Ken Wakui. Produs de Liden Films, scenariul este scris de Yasuyuki Mutō, Yoriko Tomita și Seiko Takagi. Koichi Hatsumi, Keiko Ōta, Satoki Iida și Hiroaki Tsutsumi sunt responsabili de regia seriei, designul personajelor, direcția sunetului și, respectiv, compoziția muzicală.  Primul episod de 24 de episoade a difuzat între 11 aprilie 2021 și 19 septembrie 2021.Serialul a difuzat pe MBS și este licențiat de Muse Communication în Asia de Sud-Est și Asia de Sud. A fost difuzat pe canalul YouTube Muse Asia și Bilibili. Crunchyroll a difuzat primul sezon în afara Asiei și este disponibil sub numele „Tokyo Revengers”.O serie de scurtmetraje anime cu versiuni ``chibi`` ale personajelor, intitulat  (ちびりべ ChibiReve?), au fost produse de Studio Puyukai, care au început să fie difuzate pe 12 aprilie 2021.

Logoul seriei în japoneză

Trei piese muzicale tematice sunt folosite pentru primul sezon. Official Hige Dandism a interpretat melodia din introducere, "Cry Baby", care rulează în toate episoadele sezonului, în timp ce Eill a interpretat prima melodie tematică din generic "Koko de Iki o Shite" (ここで息をして? "Take a Breath Here"), care rulează pentru primele 12 episoade. A doua melodie tematică din generic, care rulează în toate episoadele rămase ale sezonului, este "Tokyo Wonder" interpretat de Nakimushi.
Al doilea sezon, intitulat „Răzbunătorii din Tokio: Confruntarea de Crăciun”, a fost difuzat între 8 ianuarie 2021 și 2 aprilie 2021 pe Disney+. Official Hige Dandism a interpretat melodia tematică din introducere "White Noise" (ホワイトノイズ Howaito Noizu?), în timp ce Tuyu a interpretat melodia tematică din generic "Kizutsukedo, Aishiteru" (傷つけど、愛してる。? "It might be painful, but I still love it")
Un al treilea sezon, intitulat Răzbunătorii din Tokio: Seria Tenjiku, a fost difuzat între 4 octombrie 2023 și 27 decembrie 2023 pe Disney+. Melodia tematică din introducere rămâne aceeași ca în sezonul 2, în timp ce Hey-Smith a interpretat melodia tematică din generic "Say My Name".

## Prezentare generală
| Sezonul | Sezonul | Episoade | Episoade | Premiera TV      | Premiera TV        |
| Sezonul | Sezonul | Episoade | Episoade | Prima transmisie | Ultima transmisie  |
| ------- | ------- | -------- | -------- | ---------------- | ------------------ |
|         | 1       | 24       | 24       | 11 aprilie 2021  | 19 septembrie 2021 |
|         | 2       | 13       | 13       | 8 ianuarie 2023  | 2 aprilie 2023     |
|         | 3       | 13       | 13       | 4 octombrie 2023 | 27 decembrie 2023  |

## Episoade

### Sezonul 1 (2021)
| Nr. în serial | Nr. în sezon | Titlu              | Regizat de                        | Scris de      | Scenariu de          | Data difuzării     |
| ------------- | ------------ | ------------------ | --------------------------------- | ------------- | -------------------- | ------------------ |
| 1             | 1            | „Reborn”           | Makoto Tamagawa                   | Yasuyuki Mutō | Shinobu Tagashira    | 11 aprilie 2021    |
| 2             | 2            | „Resist”           | Saori Tachibana                   | Yasuyuki Mutō | Saori Tachibana      | 18 aprilie 2021    |
| 3             | 3            | „Resolve”          | Katsuya Asano                     | Yasuyuki Mutō | Katsuya Asano        | 25 aprilie 2021    |
| 4             | 4            | „Return”           | Takahiro Ono                      | Yoriko Tomita | Yūichi Abe           | 2 mai 2021         |
| 5             | 5            | „Releap”           | Takanori Yano                     | Yasuyuki Mutō | Takashi Kawabata     | 9 mai 2021         |
| 6             | 6            | „Regret”           | Rion Kujō                         | Yoriko Tomita | Shinobu Tagashira    | 16 mai 2021        |
| 7             | 7            | „Revive”           | Yū Harima                         | Yasuyuki Mutō | Rei Nakahara         | 23 mai 2021        |
| 8             | 8            | „Rechange”         | Makoto Tamagawa                   | Yasuyuki Mutō | Shinobu Tagashira    | 30 mai 2021        |
| 9             | 9            | „Revolt”           | Aimi Yamauchi                     | Yoriko Tomita | Aimi Yamauchi        | 6 iunie 2021       |
| 10            | 10           | „Rerise”           | Yū Harima                         | Yasuyuki Mutō | Saori Tachibana      | 13 iunie 2021      |
| 11            | 11           | „Respect”          | Ryūhei Aoyagi                     | Seiko Takagi  | Shinobu Tagashira    | 20 iunie 2021      |
| 12            | 12           | „Revenge”          | Ken'ichi Kuhara                   | Seiko Takagi  | Ken'ichi Kuhara      | 27 iunie 2021      |
| 13            | 13           | „Odds and Ends”    | Fumihiro Ueno                     | Yoriko Tomita | Shinobu Tagashira    | 4 iulie 2021       |
| 14            | 14           | „Break up”         | Daiki Handa                       | Yoriko Tomita | Daiki Handa          | 11 iulie 2021      |
| 15            | 15           | „No Pain, no gain” | Kana Kawana                       | Seiko Takagi  | Shinobu Tagashira    | 18 iulie 2021      |
| 16            | 16           | „Once upon a time” | Rion Kujō                         | Yasuyuki Mutō | Masayoshi Nishida⁠(d) | 25 iulie 2021      |
| 17            | 17           | „No way”           | Ryūhei Aoyagi                     | Yoriko Tomita | Saori Tachibana      | 1 august 2021      |
| 18            | 18           | „Open Fire”        | Ken'ichi Kuhara                   | Seiko Takagi  | Ken'ichi Kuhara      | 8 august 2021      |
| 19            | 19           | „Turn around”      | Noriyuki Nomata                   | Yasuyuki Mutō | Masayoshi Nishida    | 15 august 2021     |
| 20            | 20           | „Dead or Alive”    | Yū Harima                         | Yasuyuki Mutō | Masayoshi Nishida    | 22 august 2021     |
| 21            | 21           | „One and only”     | Kana Kawana                       | Yasuyuki Mutō | Masayoshi Nishida    | 29 august 2021     |
| 22            | 22           | „One for all”      | Rion Kujō                         | Yoriko Tomita | Ryōko Nakano         | 5 septembrie 2021  |
| 23            | 23           | „End of war”       | Michiru Itabisashi & Rei Nakahara | Seiko Takagi  | Yūji Ōya             | 12 septembrie 2021 |
| 24            | 24           | „A Cry baby”       | Kōji Aritomi                      | Yasuyuki Mutō | Ryōko Nakano         | 19 septembrie 2021 |

### Sezonul 2: "Confruntarea de Crăciun" (2023)
| Nr. în serial | Nr. în sezon | Titlu                                    | Regizat de              | Scris de         | Scenariul de                                 | Data difuzării    |
| ------------- | ------------ | ---------------------------------------- | ----------------------- | ---------------- | -------------------------------------------- | ----------------- |
| 25            | 1            | „Asta e situația”                        | Koji Aritomi            | Koichi Hatsumi   | Koichi Hatsumi & Atsutoshi Hashimoto         | 8 ianuarie 2023   |
| 26            | 2            | „Trebuie să plec”                        | Ken'ichi Kuhara         | Kazuhisa Ōno     | Kenichi Ōnuki                                | 15 ianuarie 2023  |
| 27            | 3            | „De unul singur”                         | Yoshinobu Kasai         | Rei Nakahara     | Airi Tsuyuki, Minoru Morita & Koichi Hatsumi | 22 ianuarie 2023  |
| 28            | 4            | „Relații de familie”                     | Rei Nakahara & Moe Katō | Moe Katō         | Miki Urashima                                | 29 ianuarie 2023  |
| 29            | 5            | „Ajunul Crăciunului”                     | Yū Yabuuchi             | Kenji Setō       | Airi Tsuyuki, Minoru Morita & Masahiro Emoto | 5 februarie 2023  |
| 30            | 6            | „Să crească moralul”                     | Kenji Kuroda            | Kenji Kuroda     | Mazumasa Kihara, Airi Tsuyuki & Hiromi Ariga | 12 februarie 2023 |
| 31            | 7            | „Rivalitate între frați”                 | Kazuhisa Ōno            | Kazuhisa Ōno     | Kenichi Ōnuki                                | 19 februarie 2023 |
| 32            | 8            | „Eforturi comune”                        | Koji Aritomi            | Koichi Hatsumi   | Miki Urashima                                | 26 februarie 2023 |
| 33            | 9            | „Zorii unei noi ere”                     | Yoshifumi Sueda         | Yoshifumi Sueda  | Hisama Kinoshita                             | 5 martie 2023     |
| 34            | 10           | „Lumina ochilor mei”                     | Shōji Ikeno             | Takayuki Tanaka  | Asuka Yamaguchi                              | 12 martie 2023    |
| 35            | 11           | „În drum spre casă”                      | Yoshinobu Kasai         | Hideki Fukushima | Mazumasa Kihara & Airi Tsuyuki               | 19 martie 2023    |
| 36            | 12           | „Ultimul ordin”                          | Takahiro Tanaka         | Shūichirō Semura | Airi Tsuyuki                                 | 26 martie 2023    |
| 37            | 13           | „O nenorocire nu vine niciodată singură” | Moe Katō & Rei Nakahara | Moe Katō         | Miki Urashima                                | 2 aprilie 2023    |

### Sezonul 3: "Seria Tenjiku" (2023)
| Nr. în serial | Nr. în sezon | Titlu                | Regizat de        | Scris de         | Scenariul de                                  | Data difuzării    |
| ------------- | ------------ | -------------------- | ----------------- | ---------------- | --------------------------------------------- | ----------------- |
| 38            | 1            | „Ziua cea mai lungă” | Yoshitaka Moshino | Masao Suzuki     | Kenichi Ōnuki                                 | 4 octombrie 2023  |
| 39            | 2            | „Dușmanul de moarte” | Kayona Yamada     | Hayato Sakoda    | Airi Tsuyuki & Miki Urashima                  | 11 octombrie 2023 |
| 40            | 3            | „Fără răbdare”       | Yoshinobu Kasai   | Yukiko Imai      | Asuka Yamaguchi                               | 18 octombrie 2023 |
| 41            | 4            | „Revenirea la viață” | Yoshifumi Sueda   | Yoshifumi Sueda  | Airi Tsuyuki                                  | 25 octombrie 2023 |
| 42            | 5            | „O presimțire”       | Koji Aritomi      | Kenji Sato       | Asuka Yamaguchi & Airi Tsuyuki                | 1 noiembrie 2023  |
| 43            | 6            | „Răzvrătirea”        | Kazuhisa Ōno      | Kazuhisa Ōno     | Kae Takakura                                  | 8 noiembrie 2023  |
| 44            | 7            | „Se întoarce roata”  | Rei Nakahara      | Masao Suzuki     | Kenji Matsuoka & Airi Tsuyuki                 | 15 noiembrie 2023 |
| 45            | 8            | „Știu în mintea mea” | Yukiko Imai       | Yukiko Imai      | Airi Tsuyuki                                  | 22 noiembrie 2023 |
| 46            | 9            | „Căpcăunul albastru” | Yoshitaka Makino  | Yoshitaka Makino | Kenichi Ōnuki                                 | 29 noiembrie 2023 |
| 47            | 10           | „Inimă neînfricată”  | Koji Aritomi      | Masao Suzuki     | Airi Tsuyuki                                  | 6 decembrie 2023  |
| 48            | 11           | „Nu a rămas nimic”   | Yoshinobu Kasai   | Kayona Yamada    | Kenji Matsuoka, Takayuki Onoda & Airi Tsuyuki | 13 decembrie 2023 |
| 49            | 12           | „Paradisul pierdut”  | Kazuhisa Ōno      | Kazuhisa Ōno     | Kae Takakura, Kenichi Ōnuki & Takayuki Onoda  | 20 decembrie 2023 |
| 50            | 13           | „Înfrunta soarta”    | Koji Aritomi      | Yoshifumi Sueda  | Airi Tsuyuki                                  | 27 decembrie 2023 |